# Gardłoszowate
Gardłoszowate (Trachichthyidae) – rodzina morskich ryb beryksokształtnych (Beryciformes).

## Klasyfikacja
Rodzaje zaliczane do tej rodziny:
Aulotrachichthys — Gephyroberyx — Hoplostethus — Optivus — Paratrachichthys — Parinoberyx — Sorosichthys — Trachichthys